# نشان افتخار (آمریکا)

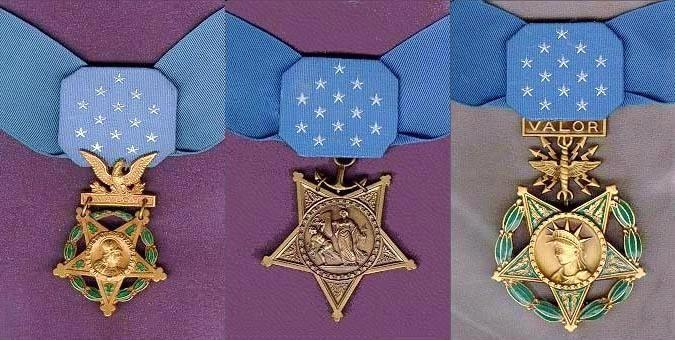
نشان افتخار از راست به چپ: برای نیروی هوایی،
نیروی دریایی، گارد ساحلی یا تفنگداران دریایی، و نیروی زمینی

نشان افتخار (به انگلیسی: Medal of Honor) بالاترین نشان نظامی است که توسط دولت ایالات متحده آمریکا اعطا می‌شود. این نشان توسط رئیس‌جمهور به نام کنگره به عضوی از نیروهای نظامی ایالات متحده آمریکا داده می‌شود که در زمان خدمت «دلاوری آشکاری به قیمت از دست دادن جان خود و بالاتر از حد وظیفه، بر ضد دشمن ایالات متحده انجام داده باشد.» به خاطر طبیعت شرایط این نشان، معمولاً بعد از مرگ افراد این نشان به آن‌ها اهدا می‌شود. (بیش از نیمی از کسانی که بعد از سال ۱۹۴۱ نشان به آن‌ها اهدا شده است)

## نگارخانه

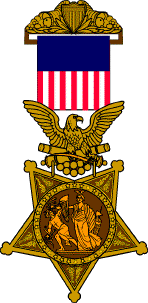
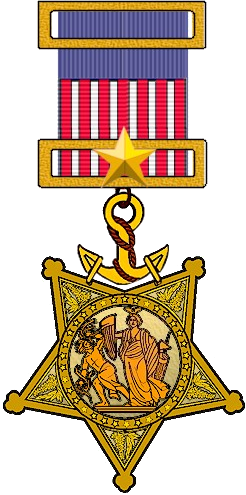
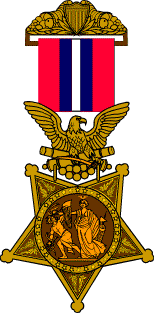
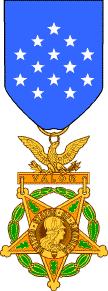
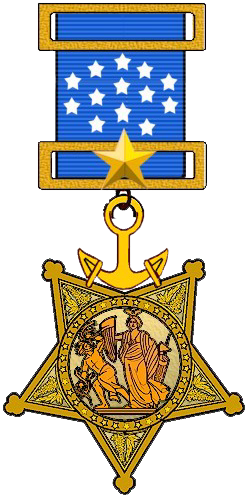
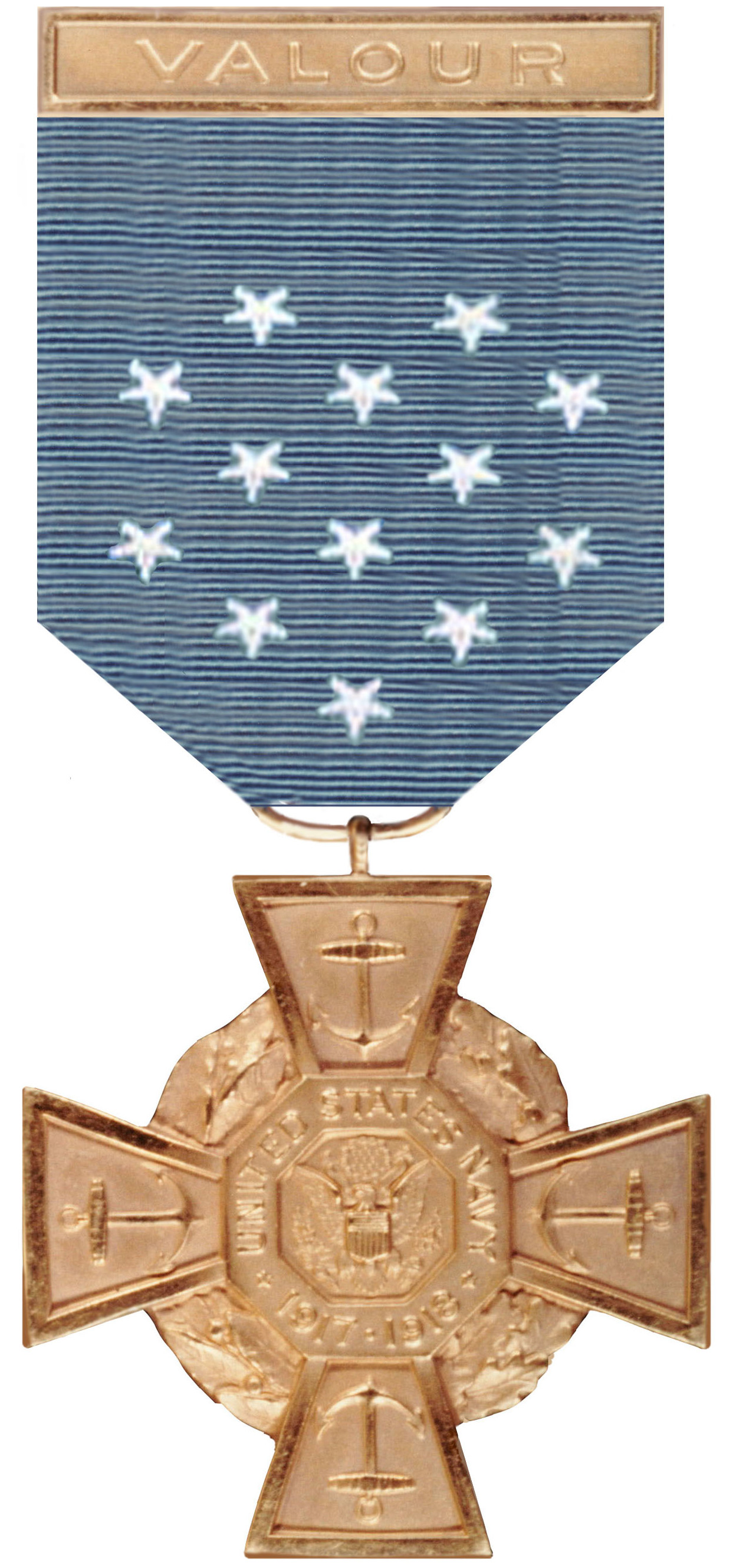
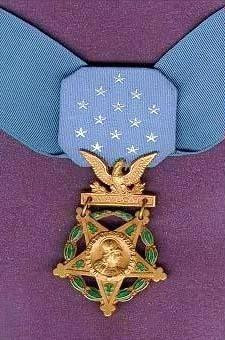
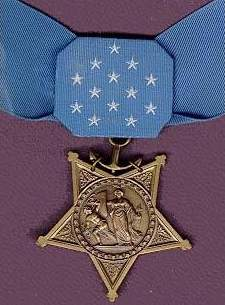
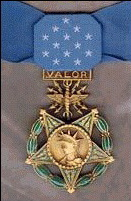